# Бахрам Чобен
Бахрам VI Чобен (Bahrām Chobin, Chubin, Chobina) е древноирански спахбод (главнокомандващ), който узурпира властта и управлява Персийската сасанидска империя в продължение на една година (590 – 591 г.). Произхожда от знатния род Михран, един от Седемте Партски клана.
Служи успешно като генерал при управлението на шах Хормазд IV (579 – 590) и побеждава гьоктюрките начело на армия от персийски катафракти. Така той става много популярен сред войската. След като търпи незначително поражение срещу Източната римска империя, Чобен е унизен от шаха, който му изпраща женски дрехи. Това води до бунта на войските и свалянето на сасанидския шах Хормазд IV, който е ослепен и убит, а на негово място се възцарява синът му Хосров II. Много скоро и той е детрониран през 590 г. от Бахрам Чобен, който се възкачва на трона.
Синът на Хормазд – Хосров II успява да избяга при ромейския император Маврикий, който му помага със 70-хилядна армия да се завърне на власт през 591 г. Чобен търпи поражения, губи Ктезифон и се оттегля към Азърбайджан, на в крайна сметка е принуден да търси спасение в Тюркския хаганат. По-късно е убит от убийци, пратени от Хосров II.